# Bythostethus
Bythostethus is een monotypisch geslacht van kevers uit de familie van de klopkevers (Anobiidae).

## Soort
- Bythostethus ceballosi Español, 1968